# Branchinecta mexicana
Branchinecta mexicana је животињска врста класе Crustacea која припада реду Anostraca. 

## Угроженост
Ова врста је крајње угрожена и у великој опасности од изумирања.

## Распрострањење
Ареал врсте је ограничен на једну државу. 
Мексико је једино познато природно станиште врсте.

## Станиште
Станиште врсте су слатководна подручја. 